# Вуличні герої
«Вуличні герої» (англ. Heroes of the Street) — американська кримінальна драма режисера Вільяма Бодайна 1922 року.

## Сюжет
Після вбивства батька, який загинув під час службових обов'язків, Міккі перевертає сторінку і йде працювати, щоб прогодувати свою матір, братів і сестер. Він влаштовується на роботу швейцаром в театрі, але насправді хоче стати поліцейським, щоб помститися за смерть свого батька.

## У ролях
- Веслі Беррі — Міккі Каллаган
- Марі Прево — Бетті Бентон
- Джек Мулголл — Говард Лейн
- Філо Маккалло — Шедоу
- Вілл Воллін — офіцер Майк Каллаган
- Еджі Геррінг — місіс Каллаган
- Вілфред Лукас
- Веджвуд Ноуелл
- Філіпп Форд
- Пічес Джексон
- Вільям Бодайн молодший
- Джо Баттерворф